# Grenay (Pas-de-Calais)
Grenay é uma comuna francesa na região administrativa de Altos da França, no departamento de Pas-de-Calais. Estende-se por uma área de 3,22 km². Em 2010 a comuna tinha 6 883 habitantes (densidade: 2 137,6 hab./km²).